# Diloa testacea
Diloa testacea là một loài tò vò trong họ Ichneumonidae.